# Alectra basutica
Alectra basutica är en snyltrotsväxtart som först beskrevs av Phill., och fick sitt nu gällande namn av Melch.. Alectra basutica ingår i släktet Alectra och familjen snyltrotsväxter. Inga underarter finns listade i Catalogue of Life.